# Eduard Suess
Eduard Suess (født 20. august 1831 i London, død 26. april 1914 i Wien) var en østrigsk geolog og politiker fra det 19. århundrede, især kendt som ekspert i den tektoniske opbygning af Alperne.
Hans vigtigste opdagelser var: Superkontinentet Gondwanaland og Tethyshavet. Han har defineret biosfæren som det rum på Jorden, hvor de levende organismer opholder sig.
Han modtog Wollastonmedaljen i 1896 og Copleymedaljen i 1903. Suessgletscheren i Antarktis og et krater på Månen og Mars er opkaldt efter ham.